# Irakischer Dinar

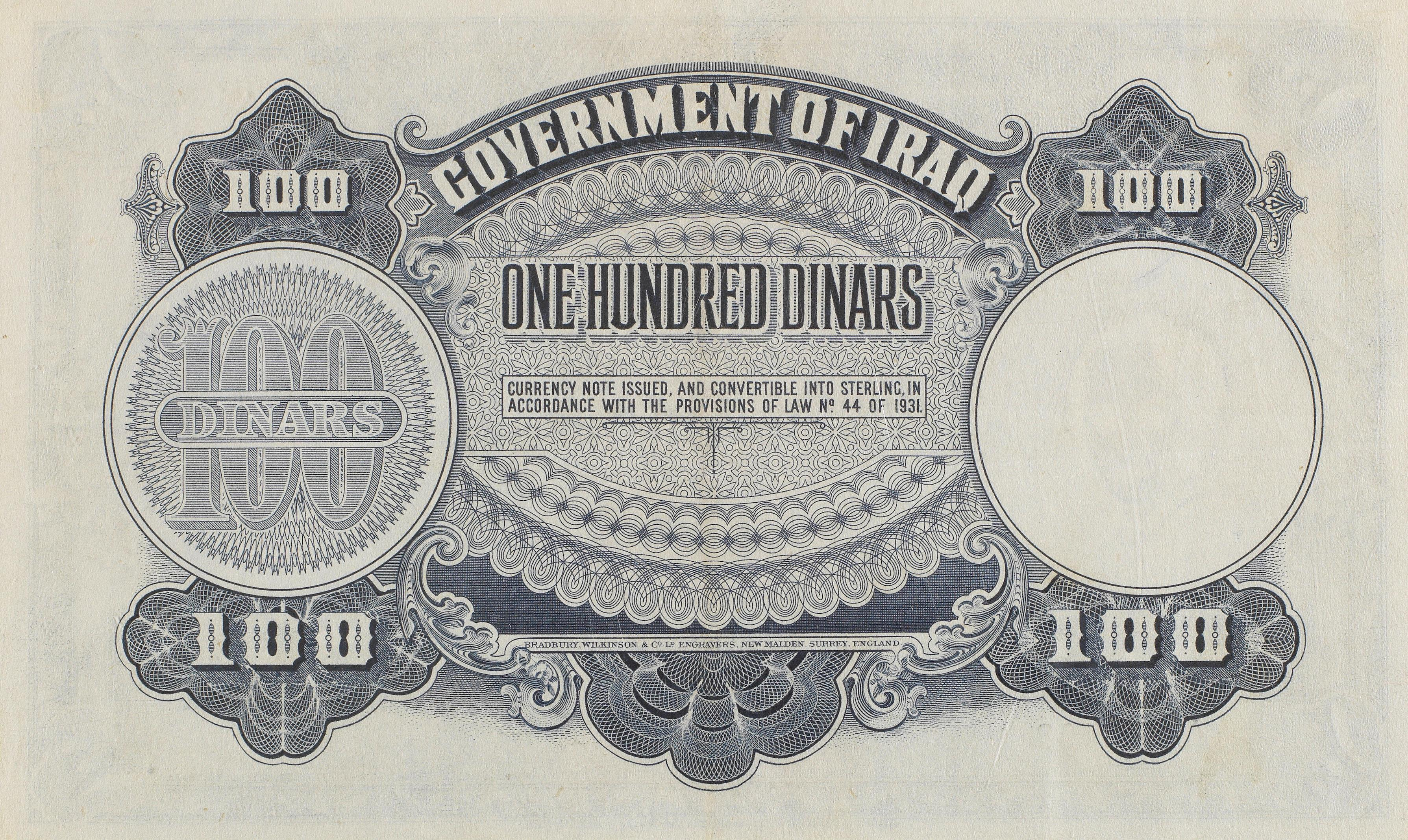
100-Dinar-Banknote aus 1939

Der Irakische Dinar oder Irak-Dinar (arabisch دينار عراقي, DMG dīnār ʿirāqī, kurz: IQD) ist die Währung des Irak und wird von der Zentralbank des Irak (Central Bank of Iraq) herausgegeben. Der heute verwendete neue Dinar wurde am 15. Oktober 2003 eingeführt. Der alte Dinar wurde in einer dreimonatigen Übergangsphase (bis zum 15. Januar 2004) umgewechselt. Mit Einführung des neuen Irakischen Dinars wurde die Währung im gesamten Irak vereinheitlicht. Zudem konnte damit gleichzeitig die Fälschungssicherheit und die Lebensdauer der Scheine erhöht werden.
Ein Dinar wird in 1000 Fils unterteilt. Durch die Inflation wurde dieser allerdings in den 1990er Jahren aus dem Umlauf genommen.

## Geschichte
Der Irakische Dinar wurde im Jahr 1923 von der Mandatsmacht Großbritannien ausgegeben und ersetzte somit die bis dahin als Zahlungsmittel geltende Indische Rupie. Der Einführungskurs betrug 1 Dinar = 13⅓ Rupien. Nach der Gründung der Republik wurde die seit 1932 geltende Bindung an das Pfund Sterling aufgehoben, der Wechselkurs von etwa 3,33 US-Dollar für einen Irak-Dinar war bis zum Ausbruch des ersten Golfkrieges 1980 stabil.
Im Jahr 1982 wurde der Wert auf 3,2169 Dollar für einen Dinar festgelegt, aufgrund der Inflation war er auf dem Schwarzmarkt allerdings nur ungefähr die Hälfte wert. 1989 nur noch ein Sechstel – also 1,86 Dinar für einen Dollar. Nach dem zweiten Golfkrieg und der darauffolgenden Wirtschaftssanktionen gegen den Irak sank der Wert des Dinars stetig. Die Inflationsrate wurde 1992 auf 8000 %, 1994 auf 24.000 % geschätzt.
Da die alten – nach der Schweizer Technik hergestellten – Dinarbanknoten schnell an Wert verloren, wurden sie gegen neue, im Irak hergestellte Dinar ausgetauscht. In der Autonomen Region Kurdistan dagegen wurde der alte „Schweizer Dinar“ mit einem festen Wert von 0,33 Dinar zu einem US-Dollar als De-facto-Währung beibehalten. Im Rest-Irak wurde der Print-Dinar auf qualitativ schlechtem Holzschliffpapier gedruckt. Erst mit der Einführung des neuen Irakischen Dinars am 15. Oktober 2003 erhielt der Irak wieder eine einheitliche Währung.
Bei der Umstellung galten folgende Umstellungskurse:
- 1 alter Irakischer Dinar (auch „Print-Dinar“) = 1 neuer Irakischer Dinar
- 1 kurdischer Dinar (auch „Schweizer Dinar“) = 150 neue Irakische Dinar

Nach der Ansicht einiger Spekulanten steht der Kurs des Irakischen Dinar derzeit sehr niedrig und er könnte irgendwann aufgewertet werden. Vor allem auf esoterisch geprägten Internetseiten und Blogs in den USA wird der Glaube an eine unmittelbar bevorstehende markante Aufwertung („Reval“ / „Revaluation“) geschürt, der allerdings kritisch betrachtet ein völlig irrationales „Internetphänomen“ ist.
| Jahr           | Wert in US-$ |
| -------------- | ------------ |
| 1932           | 4,86         |
| 1971           | 2,80         |
| 1973           | 3,39         |
| 1982           | 3,22         |
| 2003           | 0,33 a       |
| 2004           | 0,00027      |
| 2005           | 0,00068      |
| April 2006     | 0,00065      |
| Juni 2007      | 0,000796     |
| August 2007    | 0,0008084    |
| Mai 2008       | 0,0008344    |
| September 2011 | 0,000981     |
| Juni 2014      | 0,00062      |

1. ↑  Boca Raton News: Foreign workers leaving Iraq as construction ends., 3. April 1983

## Banknoten
| Wert          | Vorderseite | Rückseite | Vorderseite                                  | Rückseite                                                  |
| ------------- | ----------- | --------- | -------------------------------------------- | ---------------------------------------------------------- |
| 0.0050 Dinar  |             |           | Getreidesilos von Basra                      | Dattelpalmen                                               |
| 0.0 250 Dinar |             |           | Sternhöhenmesser                             | Minarett von Samarra                                       |
| 0.0500 Dinar  |             |           | Dukan-Stausee am Al Zab (Sulaimaniyya)       | Der geflügelte Bulle der Assyrer                           |
| 01.000 Dinar  |             |           | Gold-Dinar Münze                             | al-Mustansiriyya-Universität (Bagdad)                      |
| 05.000 Dinar  |             |           | Geli Ali Beg und dortiger Wasserfall (Arbil) | Wüstenzitadelle in Al-Ukhether                             |
| 10.000 Dinar  |             |           | Abu Ali Hasan Ibn al-Haitham                 | Hadbāʾ-Minarett an der Große Moschee des an-Nuri, (Mossul) |
| 25.000 Dinar  |             |           | Eine kurdische Bäuerin                       | Hammurabi                                                  |

2013 wurde eine neue Serie ausgegeben, die einige neue Sicherheitsmerkmale aufweist. Zudem wurde das Design der Vorderseiten der 10.000- und 25.000-Dinar-Noten verändert. Die Banknoten von 2003 behielten weiter ihre Gültigkeit. Ab dem 1. Mai 2015 wurde die 50-Dinar-Note aus dem Umlauf gezogen; am 1. Dezember 2015 wurde eine 50.000-Dinar-Note eingeführt.
| Wert         | Vorderseite | Rückseite | Vorderseite                                  | Rückseite                                                  |
| ------------ | ----------- | --------- | -------------------------------------------- | ---------------------------------------------------------- |
| 0.0250 Dinar |             |           | Sternhöhenmesser                             | Minarett von Samarra                                       |
| 0.0500 Dinar |             |           | Dukan-Stausee am Al Zab (Sulaimaniyya)       | Der geflügelte Bulle der Assyrer                           |
| 01.000 Dinar |             |           | Gold-Dinar Münze                             | al-Mustansiriyya-Universität (Bagdad)                      |
| 05.000 Dinar |             |           | Geli Ali Beg und dortiger Wasserfall (Arbil) | Wüstenzitadelle in Al-Ukhether                             |
| 10.000 Dinar |             |           | Jawad Salims Friedensdenkmal in Bagdad       | Hadbāʾ-Minarett an der Große Moschee des an-Nuri, (Mossul) |
| 25.000 Dinar |             |           | Eine kurdische Bäuerin                       | Hammurabi                                                  |
| 50.000 Dinar |             |           | Wasserrad am Euphrat                         | Fischer vor einem Schilfhaus                               |

## Sicherheitsmerkmale
Die Banknoten des neuen Irakischen Dinar werden mit neuster Technologie gegen Fälschung gedruckt. Die Sicherheitsmerkmale der Banknoten gleichen denen der Euroscheine und gehören zu den sichersten der Welt.
Einer der Hauptgründe, die zur Einführung des neuen Irakischen Dinars geführt haben, war neben dem Aufbau einer neuen demokratischen Regierung auch der Kampf gegen Fälschungen. Die Zentralbank in Irak hat deshalb für den Druck der neuen Noten die Firma De La Rue aus England, eine der weltweit führenden Unternehmen in der Vorbeugung gegen Fälschungen, gewählt.

## Münzen
| Wert      | Farbe  | Vorderseite | Rückseite      |
| --------- | ------ | ----------- | -------------- |
| 25 Dinar  | Kupfer | Wertangabe  | Karte des Irak |
| 100 Dinar | Silber | Wertangabe  | Karte des Irak |